# نیروی هوایی سوئیس
نیروی هوایی سوئیس (آلمانی: Schweizer Luftwaffe) نیروی هوایی زیرمجموعه نیروهای مسلح سوئیس است، که در سال ۱۹۱۴ فعالیت خود را آغاز نمود و هم‌اکنون دارای قابلیت جنگ هوایی و پدافند هوایی می‌باشد.